# Vincenzo Iovine
Vincenzo Iovine (Francolise, 28 dicembre 1955) è un politico italiano, deputato europeo di Centro Democratico, eletto in giugno 2009 come Italia dei Valori e iscritto al gruppo Alleanza Progressista dei Socialisti e dei Democratici.